# There Goes Rhymin' Simon
There Goes Rhymin' Simon är Paul Simons tredje soloalbum, utgivet i maj 1973. Det är producerat av Paul Simon och Phil Ramone (spår 4, 7, 8 & 10), Roy Halee (spår 2), The Muscle Shoals Sound Rhythm Section (spår 1, 3, 5,  9, 10) och Paul Samwell-Smith (spår 6).
Albumet är en av Simons mest positiva produktioner, där han blandar musikstilar och olika musikaliska samarbeten. Här finns inslag av gospel ("Loves Me Like a Rock"), Dixieland ("Take Me to the Mardi Gras") och vaggvisan "St. Judy's Comet". Gäster på albumet är gospelgruppen The Dixie Hummingbirds och producenten Quincy Jones.
Albumet nådde Billboardlistans 2:a plats. På Englandslistan nådde albumet 4:e plats. I Sverige blev albumet etta på Kvällstoppen, en placering det behöll i nio veckor.

## Låtlista
Samtliga låtar skrivna av Paul Simon.
1. "Kodachrome" - 3:32
2. "Tenderness" - 2:53
3. "Take Me to the Mardi Gras" - 3:32
4. "Something So Right" - 4:34
5. "One Man's Ceiling Is Another Man's Floor" - 3:48
6. "American Tune" - 3:44
7. "Was a Sunny Day" - 3:40
8. "Learn How to Fall" - 2:45
9. "St. Judy's Comet" - 3:19
10. "Loves Me Like a Rock" - 3:32
11. "Let Me Live in Your City" (work-in-progress)
12. "Take Me to The Mardi Gras" (demo)
13. "American Tune" (demo)
14. "Loves Me Like a Rock" (demo)

11-14 är bonusspår på den remastrade CD-utgåvan från juli 2004

## Singlar
- "Kodachrome" / "Tenderness" (US #2)
- "Loves Me Like a Rock" / "Learn How to Fall" (US #2, UK #39)
- "American Tune" / "One Man's Ceiling Is Another Man's Floor" (US #35)
- "Take Me to the Mardi Gras" / "Something So Right" (UK #7)

## Listplaceringar
| Lista (1973)   | Position            |
| -------------- | ------------------- |
| Australien     | 6 (Go Set)          |
| Danmark        | 13 (DR "Top 30")    |
| Finland        | 17                  |
| Frankrike      | 5                   |
| Japan          | 10 (Oricon)         |
| Kanada         | 3 (RPM)             |
| Norge          | 6 (VG-lista)        |
| Storbritannien | 4 (UK Albums Chart) |
| Sverige        | 1 (Kvällstoppen)    |
| USA            | 2 (Billboard 200)   |